# Rot (Drama)
Rot (engl. Originaltitel Red) ist ein Theaterstück von John Logan über den US-amerikanischen Maler Mark Rothko. Das Zweipersonenstück wurde 2009 in London uraufgeführt und 2010 in derselben Inszenierung am Broadway gespielt, wo es mit sechs Tony Awards ausgezeichnet wurde.

## Inhalt
Ende der 1950er Jahre im New Yorker Studio Mark Rothkos. Rothko, der sich auf dem Höhepunkt seines Ruhms befindet, hat soeben den Auftrag für eine Serie von Wandbildern für das Four Seasons Restaurant im Seagram Building in New York bekommen. Er hat einen Kunststudenten als Assistenten eingestellt, der ihm bei der Herstellung der Leinwände und dem Vorbereiten der Farben behilflich sein soll.
Das Studio selbst ist hermetisch von der Außenwelt abgeschirmt, die Fenster sind verdunkelt. In diese geschlossene Welt bricht der junge Assistent, der anfangs die Rolle eines gelehrigen Schülers einnimmt, mit seinen Neuigkeiten über die aktuellen Entwicklungen in der Kunst und im Kunstbetrieb ein. Er erzählt Details aus seinem Leben, spricht über die neuen Stars am Kunsthimmel – Jackson Pollock mit dem Abstrakten Expressionismus, die Pop-Art-Künstler Andy Warhol und Roy Lichtenstein –, die mit ihren Ansichten über die Rolle und Funktion der Kunst konträr zu Rothkos mystisch-religiösen Positionen stehen. Aus dem schüchternen Assistenten wird im Laufe der Gespräche ein Gegenüber in Augenhöhe. Es entwickelt sich eine Grundsatzdebatte zwischen den beiden über die großen Themen der Kunst, das Apollinische und das Dionysische, über Tod und Leben. Hinter der autoritären Fassade des Meisters lauern Panik, Angst und Depression, Abscheu vor den Galeristen, den Museen, die seiner Meinung nach minderwertige Kunstwerke neben seinen Gemälden zeigen. Versuche Kens, den Maler mit den banalen Gegebenheiten der Kunst und der Kunstszene zu versöhnen, scheitern, im Gegenteil, der junge Künstler scheint zur Projektionsfläche aller Ängste des alternden Künstlers zu werden.

## Hintergrund

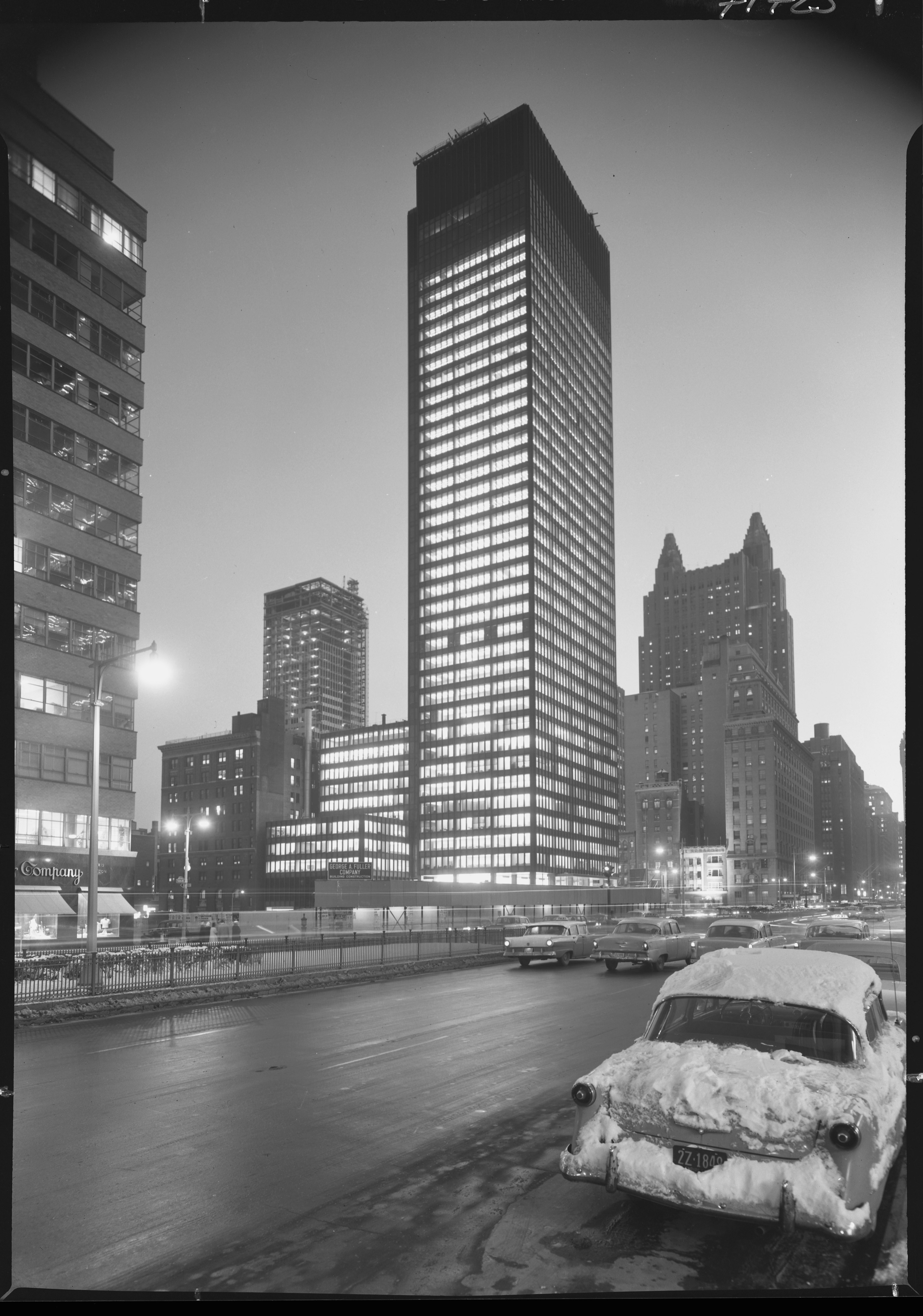
Seagram Building, 1958

Um das noble Four Seasons Restaurant im Segram-Building angemessen auszustatten, beauftragten die Inhaber des Gebäudes Mark Rothko, die Wände – insgesamt mehr als 600 m² Wandfläche – mit Gemälden auszustatten. Dotiert war der Auftrag mit 35.000 Dollar.
Vom Herbst 1958 bis 1959 arbeitete Rothko ausschließlich an den Seagram-Bildern. Die Seagram Murals waren Rothkos absolut prestigeträchtigster Auftrag und gleichzeitig der erste, dessen Ausführung er verweigert hat.

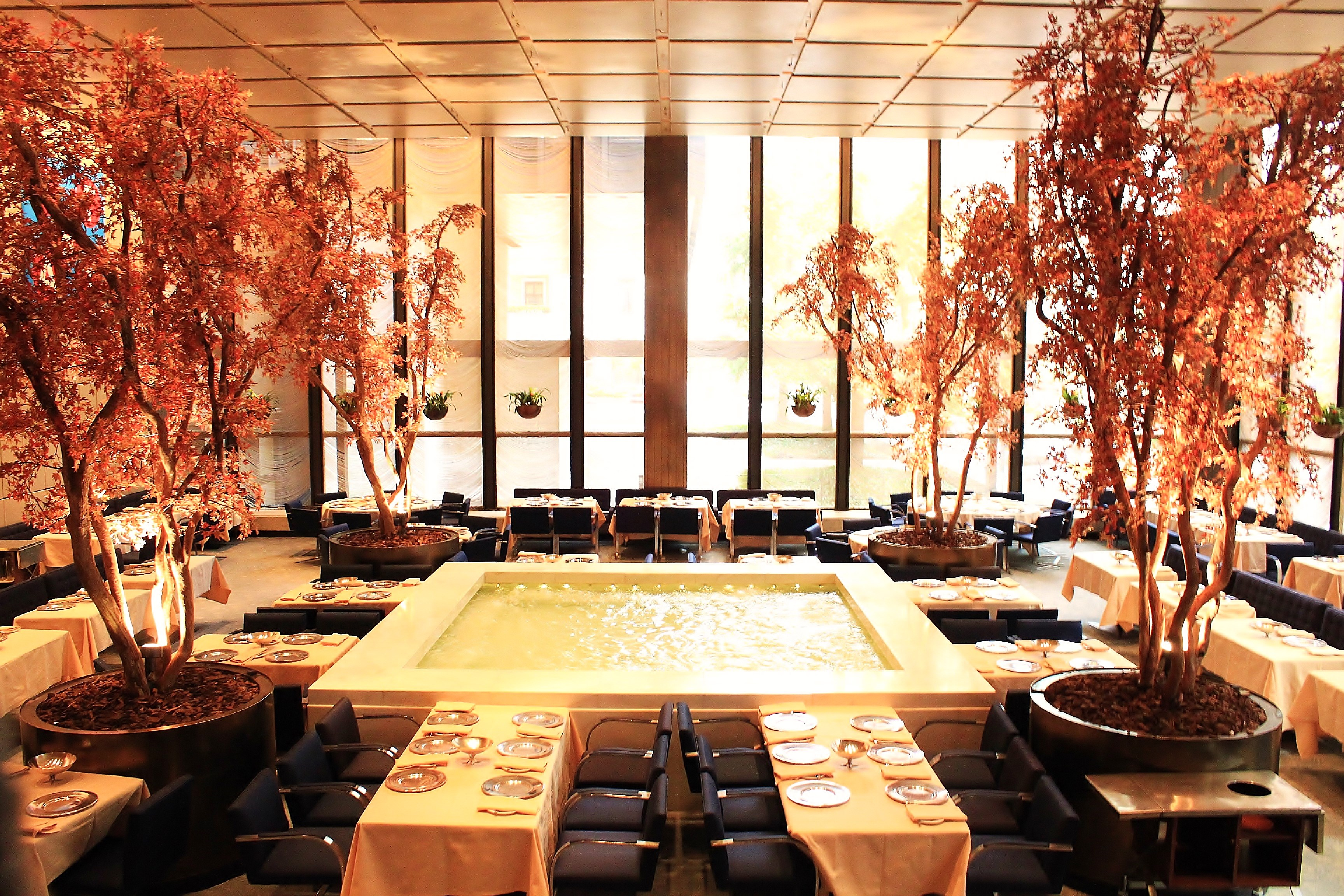
Pool Room im Segram-Building, 2015

Kurz vor Vollendung der Bilder im Jahr 1960 hatte Rothko für sich und seine Frau einen Tisch in dem Restaurant bestellt. Das Essen wurde in dem sogenannten Pool Room serviert, gerade vor einem Bild seines Malerkollegen Jackson Pollock, das kurz vorher geliefert worden war.
Zurück in seiner Wohnung, rief Rothko einen Freund an und eröffnete ihm, er werde seinen Vertrag kündigen und das Honorar zurückschicken. Über seine Motive hat er sich zum damaligen Zeitpunkt nicht geäußert. Die Bilder wurden nie für ihren ursprünglichen Zweck verwendet.
Die fertigen Gemälde und die vielen Vorstudien, die Rothko zu den Bildern angefertigt hatte, sind inzwischen weit verstreut. Neun der Bilder hängen als Schenkung Rothkos in der Tate Modern in London, gleich zu Anfang der Dauerausstellung.

## Aufführungen
Die Uraufführung des Stücks fand am 8. Dezember 2009 am Donmar Warehouse in London statt. Unter der Regie von Michael Grandage spielten Alfred Molina (Rothko) und Eddie Redmayne (Ken). Diese Inszenierung wurde 2010 vom John Golden Theatre am Broadway übernommen und erhielt sechs Tony Awards, darunter den für das beste Stück, nachdem es in sieben Kategorien nominiert worden war. Außerdem wurde das Stück siebenmal für den New Yorker Theaterpreis nominiert und erhielt drei Auszeichnungen, gewann den Outer Critic Circle Award als herausragendes neues Broadwaystück. Redmayne erhielt außerdem den Theatre World Award 2020. Das Stück spielte in New York 6.835.696,00 Dollar ein.
Die dritte Produktion des Stücks fand 2011 auf Wunsch des Autors in Australien am Independent Theatre im Adelaide Festival Centre statt. Es spielte eine Amateur-Companie unter der Leitung von David Roach, der auch die Rolle des Mark Rothko spielte und das Bühnenbild entwarf, Paul-William Mawhinney übernahm die Rolle des Ken.

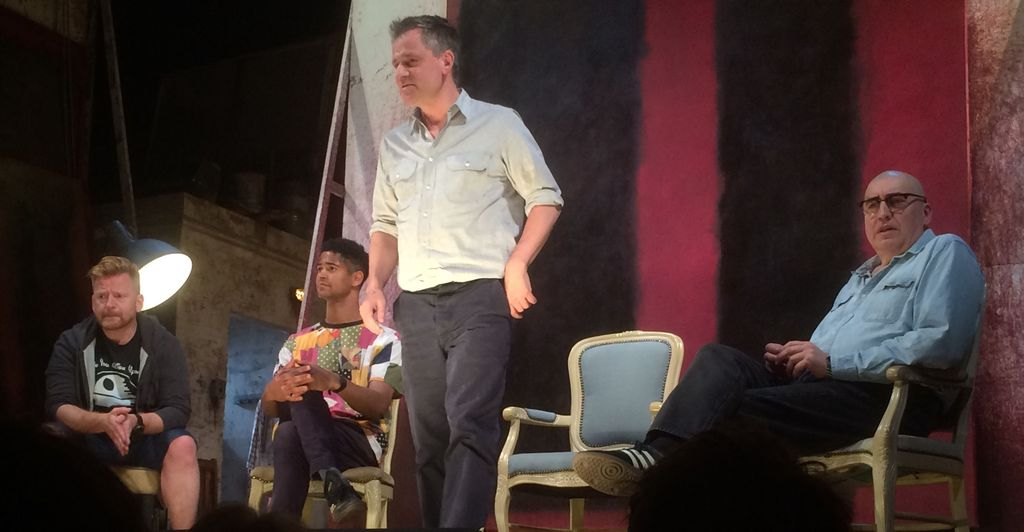
Probe des Stücks am Wyndham’s Theatre, 2018;
von rechts Alfred Molina, Michael Grandage, Alfred Enoch, Christopher Oram (Bühnenbildner)

2012 wurde das Stück von dem Washingtoner Arena Stage-Theater in Zusammenarbeit mit dem Goodman Theater, Chicago produziert. Zeitgleich zeigte die National Gallery of Art drei von Rothkos Seagram-Bilder aus ihrer Sammlung in einer eigenen Ausstellung.
2018 inszenierte Grandage das Stück am Londoner Wyndham’s Theatre, das seit seiner Uraufführung 2009 in England nicht mehr gespielt worden war, ein weiteres Mal, wieder mit Alfred Molina als Rothko und mit Alfred Enoch als Ken.
Die deutschsprachige Erstaufführung fand in einer Übersetzung durch Corinna Brocher am 30. Oktober 2011 am Berliner Renaissance-Theater statt. Unter der Regie von Torsten Fischer spielten Dominique Horwitz (Rothko) und Benno Lehmann (Ken).
Die französische Erstaufführung fand am 2. September 2019 im Théâtre Montparnasse in Paris in einer Übersetzung von Jean-Marie Besset statt. Die Inszenierung durch Jérémie Lippmann mit Niels Arestrup als Rothko und Alexis Moncorgé als Ken erhielt eine Molière-Nominierung, Arestrup wurde mit dem Molière Award für den besten Schauspieler ausgezeichnet.

## Textausgaben
- Red. 2. ed. Methuen Drama-Verlag, 2021. ISBN 978-1-350-20044-9
- Rot. Übers. von Corinna Brocher. Rowohlt Theaterverlag,  Reinbek b. Hamburg, o. J.